# Championnats de France de natation 1932
Navigation
Paris 1931 Paris 1933
Les championnats de France de natation 1932 se tiennent à Marseille du 20 au 21 juin 1932 dans un bassin de 25 mètres. 
Le Chevalier Roze-Sports organise la compétition,.

## Résultats
| Épreuve              | Hommes                  | Hommes         | Femmes          | Femmes        |
| Épreuve              | Nageur                  | Résultat       | Nageur          | Résultat      |
| -------------------- | ----------------------- | -------------- | --------------- | ------------- |
| 50 m nage libre      |                         |                |                 |               |
| 100 m nage libre     | Jean Taris,             | 1 min 00 s 60  | Yvonne Godard,  | 1 min 10 s 40 |
| 200 m nage libre     | Jean Taris,             | 2 min 15 s 80  |                 |               |
| 400 m nage libre     | Jean Taris,             | 4 min 50 s 80  | Yvonne Godard,  | 5 min 57 s 20 |
| 800 m nage libre     |                         |                |                 |               |
| 1500 m nage libre    | Annulé                  | Annulé         | Annulé          |               |
| 50 m dos             |                         |                |                 |               |
| 100 m dos            | Marcel Noual,           | 1 min 13 s 40  | Solita Salgado  | 1 min 26 s 0  |
| 200 m dos            |                         |                |                 |               |
| 50 m brasse          |                         |                |                 |               |
| 100 m brasse         |                         |                |                 |               |
| 200 m brasse         | Jacques Cartonnet,      | 2 min 45 s 20  | Marguerite Güth | 3 min 24 s 80 |
| 50 m papillon        |                         |                |                 |               |
| 100 m papillon       |                         |                |                 |               |
| 200 m papillon       |                         |                |                 |               |
| 200 m 4 nages        |                         |                |                 |               |
| 400 m 4 nages        |                         |                |                 |               |
| 4 x 100 m nage libre | Sports réunis de Colmar |                | CNP             | 5 min 16 s 40 |
| 4 x 200 m nage libre | Chevalier Roze-Sports,  | 10 min 10 s 80 |                 |               |
| Plongeon - Tremplin  | Lepage                  | 153,86 pts     | Rigolage        |               |